# Psolidium mitsukurii
Psolidium mitsukurii is een zeekomkommer uit de familie Psolidae.
De wetenschappelijke naam van de soort werd in 1908 gepubliceerd door E. Augustin.